# Gremium
Een gremium (meervoud 'gremia'; Latijn voor 'schoot', 'bescherming' of 'binnenste') is in het bestuursrecht een college van bestuur of anderszins bestuurlijk adviserend orgaan van (meestal verkozen) vertegenwoordigers. 
Naast de publieke gremia zijn er vele onbekende gremia in organisaties.

## Voorbeelden
In Nederland zijn gemeenteraden of de Tweede Kamer voorbeelden van gremia. Gremia binnen bedrijven en instellingen zijn bijvoorbeeld een ondernemingsraad of een universiteitsraad.